# Lobo (Philippines)
Pour les articles homonymes, voir Lobo.
Lobo est une municipalité de la province de Batangas.